# Ahmadjian Peak
Der Ahmadjian Peak ist ein 2910 m hoher Berg in der Königin-Alexandra-Kette des Transantarktischen Gebirges. Er befindet sich etwa 7 km südwestlich des Mount Fox.
Das Advisory Committee on Antarctic Names benannte ihn 1965 nach dem US-amerikanischen Biologen Vernon Ahmadjian (1930–2012) von der Clark University, der für das United States Antarctic Research Program von 1963 bis 1964 auf der McMurdo-Station tätig war.